# Nephodia pallidilinea
Nephodia pallidilinea är en fjärilsart som beskrevs av W. Warren 1904. Nephodia pallidilinea ingår i släktet Nephodia och familjen mätare. Inga underarter finns listade i Catalogue of Life.